# Christuskirche (Lünen)

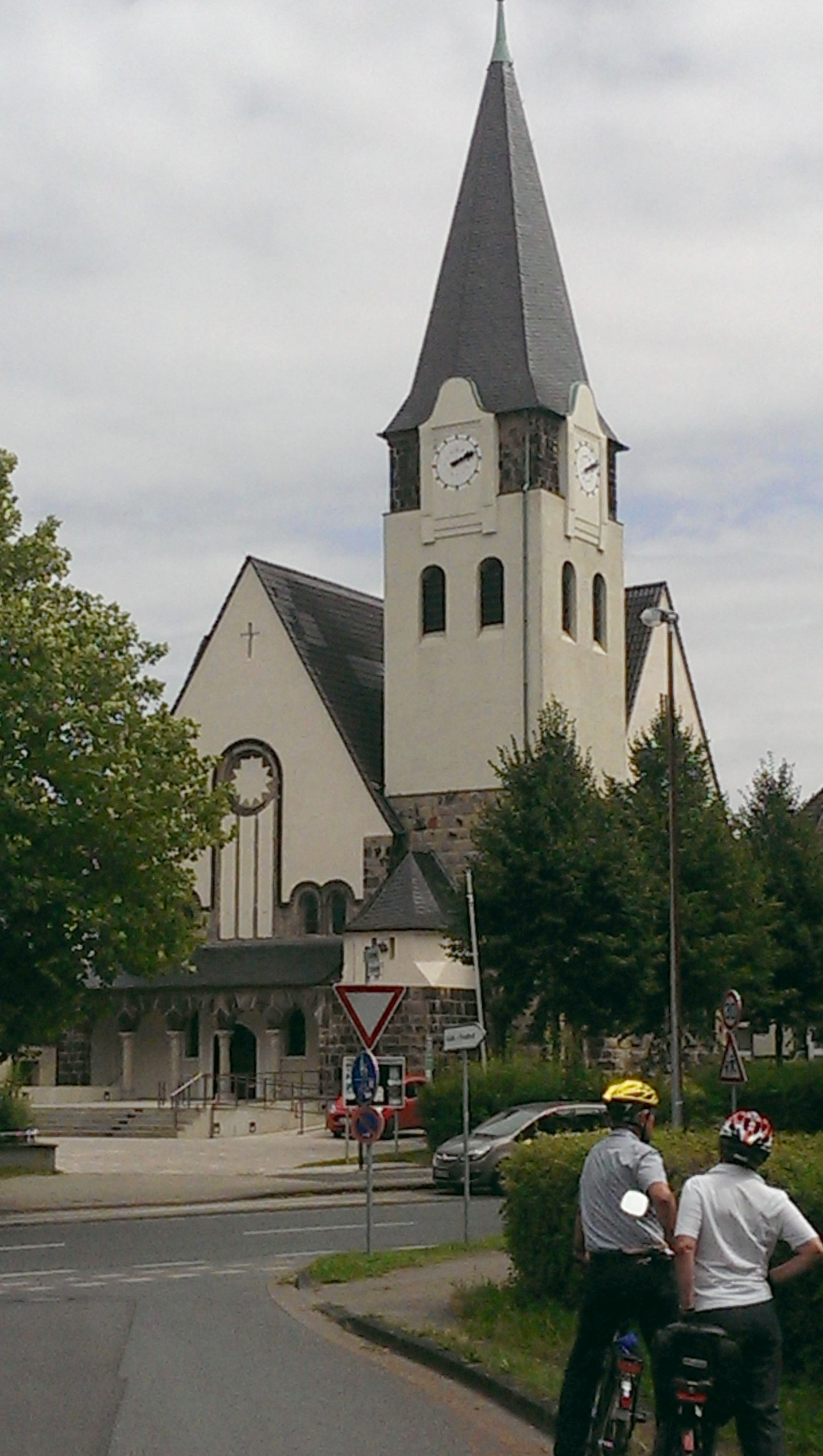
Christuskirche in Lünen-Horstmar

Die Christuskirche im Lüner Ortsteil Horstmar ist eine evangelische Kirche, die im Jahr 1913 eingeweiht wurde.
Die Kirche und das Pfarrhaus stehen unter Denkmalschutz und wurden im Januar 2009 vom Landschaftsverband Westfalen-Lippe (LWL) zum Denkmal des Monats gewählt.
Die Kirche liegt in unmittelbarer Nähe zur Ludwig-Uhland-Realschule (LUR) und zur Bushaltestelle Horstmar, Realschule, welche mit der Linie R11 von der Verkehrsgesellschaft Kreis Unna (VKU) angefahren wird.